# Sedum kiangnanense
Sedum kiangnanense är en fetbladsväxtart som beskrevs av D.Q. Wang och Z.F. Wu. Sedum kiangnanense ingår i Fetknoppssläktet som ingår i familjen fetbladsväxter. Inga underarter finns listade i Catalogue of Life.